# إيزاك دي كاسترو تارتاس
إيزاك دي كاسترو تارتاس (تارتاس، غاسكونية، حوالي 1623 ـ لشبونة، 15 ديسمبر 1647) هو يهودي من المارانوس، يعده اليهود من الشهداء.
ولد تارتاس في فرنسا، حيث كان أبواه لاجئين متسترين بالكاثوليكية. وفي سنة 1640 نزحت الأسرة إلى أمستردام، غير أنه إيزاك لم يلبث أن هاجر إلى البرازيل بعد عام واحد، تاركًا خلفه أبويه وأخوين أصغر منه.
في البرازيل، عاش تارتاس في بارايبا لسنوات طويلة، قبل أن ينتقل إلى باهيا دي تودوس أوس سانتوس، عاصمة المستعمرة، حيث اكتُشفت ديانته اليهودية، فاعتقله ديوان التحقيق البرتغالي وأرسل به إلى لشبونة.
مثل تارتاس ـ رغم كونه مواطنًا هولنديًا ـ أمام محكمة التحقيق، حيث اعترف على الفور بمعتقده اليهودي وبإصراره على الثبات عليه، رافضًا كل محاولات المحققين لتنصيره. وفي 15 ديسمبر، نُفذ حكم الإعدام حرقًا في تارتاس وخمسة آخرين.